# Jin Jong-oh
Jin Jong-oh (Gangwon, 24 de setembro de 1979) é um atirador olímpico sul-coreano, tetracampeão olímpico.

## Carreira
Jin Jong-oh representou a Coreia do Sul nas Olimpíadas, de 2004, 2008 e 2012, conquistou a medalha de ouro em 2008 e 2012, na pistola 50 metros e rifle 20m.

### Rio 2016
Na Tiro nos Jogos Olímpicos de Verão de 2016 - Pistola 50 m masculino, repetiu o ouro após uma incrível reação e passar o lider da prova o vietnamita Hoàng Xuân Vinh.